# Структурні свердловини
Структурні свердловини — свердловини, які призначені для ретельного вивчення структур, виявлених при бурінні опорних і параметричних свердловин, та для підготовки проекту пошуково-розвідувального буріння на ці структури.
Призначені для виявлення і підготовки до пошуково-розвідувального буріння перспективних площ. За отриманими результатами вивчають тектоніку, стратиграфію, літологію та будують геологічні профілі.